# Carl Otto Lampland
| 1604 Tombaugh | 24 de marzo de 1931 |

Carl Otto Lampland (29 de diciembre de 1873 – 14 de diciembre de 1951) fue un astrónomo estadounidense, implicado en dos proyectos del Observatorio Lowell relacionados con el sistema solar: las observaciones de Marte y la búsqueda del Planeta X.

## Biografía
Lampland nació cerca de Hayfield, en el condado de Dodge, (Minnesota), en una familia que contaba con 10 hermanos. Sus padres, Ole Helliksen Lampland (1834–1914) y Berit Gulliksdatter Skartum (1850–1943) habían nacido en Noruega.
Se educó en la Universidad de Valparaiso, en Indiana, donde se tituló en ciencias en 1899. A continuación pasó a estudiar en la Universidad de Indiana, donde se graduó en astronomía en 1902, obtuvo la maestría en 1906, y recibió un doctorado honorario en 1930.
En 1902 comenzó a trabajar en el Observatorio Lowell, donde fue invitado por el propio Percival Lowell, con quien colaboró estrechamente en sus trabajos de observación planetaria. Ideó cámaras fotográficas para su uso en astronomía, y también se dedicó al diseño y mantenimiento de telescopios, incluyendo la renovación del plateado del espejo de 40 pulgadas (1,000 mm) del telescopio del observatorio. También construya termopares y los utilizó para medir las temperaturas de los planetas. Ganó la Medalla de la Real Sociedad Fotográfica en 1905 por la cámara que diseñó para un telescopio de 24 pulgadas fabricado por Alvan Clark. Junto con William Coblentz, midió las grandes diferencias de temperatura durante el día y la noche de Marte, lo que implicaba que la atmósfera del planeta rojo debía ser muy tenue. 
En 1907 Lampland y Lowell ganaron una medalla en la exposición organizada por la Real Sociedad Fotográfica por sus fotografías de Marte. Como observador astronómico, tiene en su haber el descubrimiento del asteroide (1604) Tombaugh en 1931.

## Legado
- Su fecha de nacimiento es el punto de partida del sistema de fecha MSD, propuesto como calendario solar de Marte.
- La colección de fotografías C.O. Lampland Colección se conserva en los Archivos del Observatorio Lowell en Flagstaff.

## Eponimia
- El cráter lunar Lampland lleva este nombre en su memoria.[7]
- El cráter marciano Lampland también fue nombrado en su honor.[8]
- Así mismo, el asteroide del cinturón principal (1767) Lampland conmemora su nombre.

## Lecturas relacionadas
- Slipher, Earl C. (1962) The Photographic Story of Mars (Cambridge Massachusetts: Sky Publishing)
- Croswell, Ken (1997) Planet Quest: The Epic Discovery of Alien Solar Systems (New York: The Free Press) ISBN 978-0-684-83252-4
- Hughes, Stefan (2012) Catchers of the Light: The Forgotten Lives of the Men and Women Who First Photographed the Heavens	(ArtDeCiel Publishing) ISBN 9781620509616
- Littman, Mark (1990) Planets Beyond: Discovering the Outer Solar System (New York: Wiley) ISBN 978-0-471-51053-6
- Schilling, Govert (2009) The Hunt for Planet X: New Worlds and the Fate of Pluto (New York: Springer) ISBN 978-0-387-77804-4